# Jens Møller

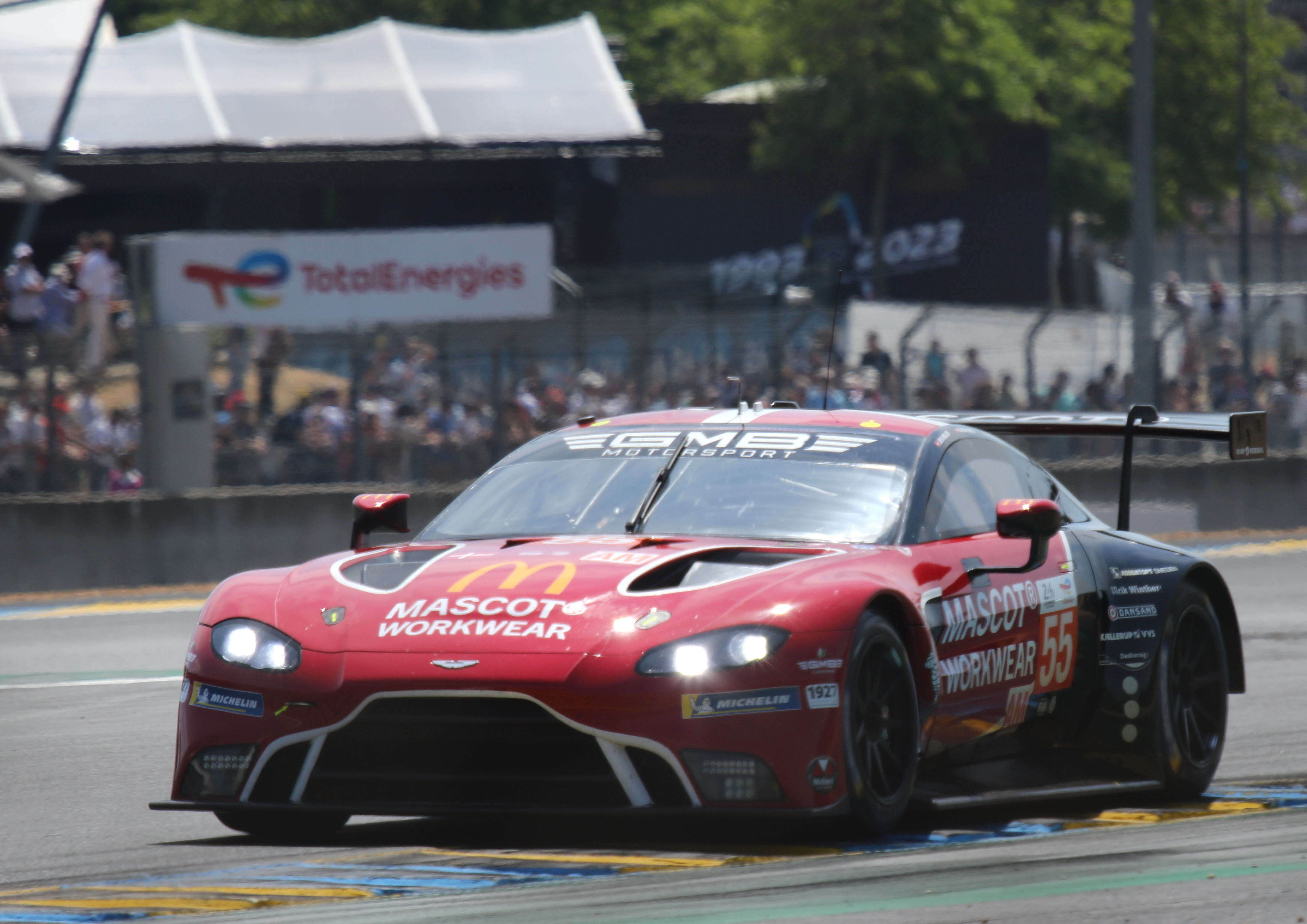
Der Aston Martin Vantage AMR von Gustav Dahlmann Birch, Jens Møller und Marco Sørensen beim 24-Stunden-Rennen von Le Mans 2023

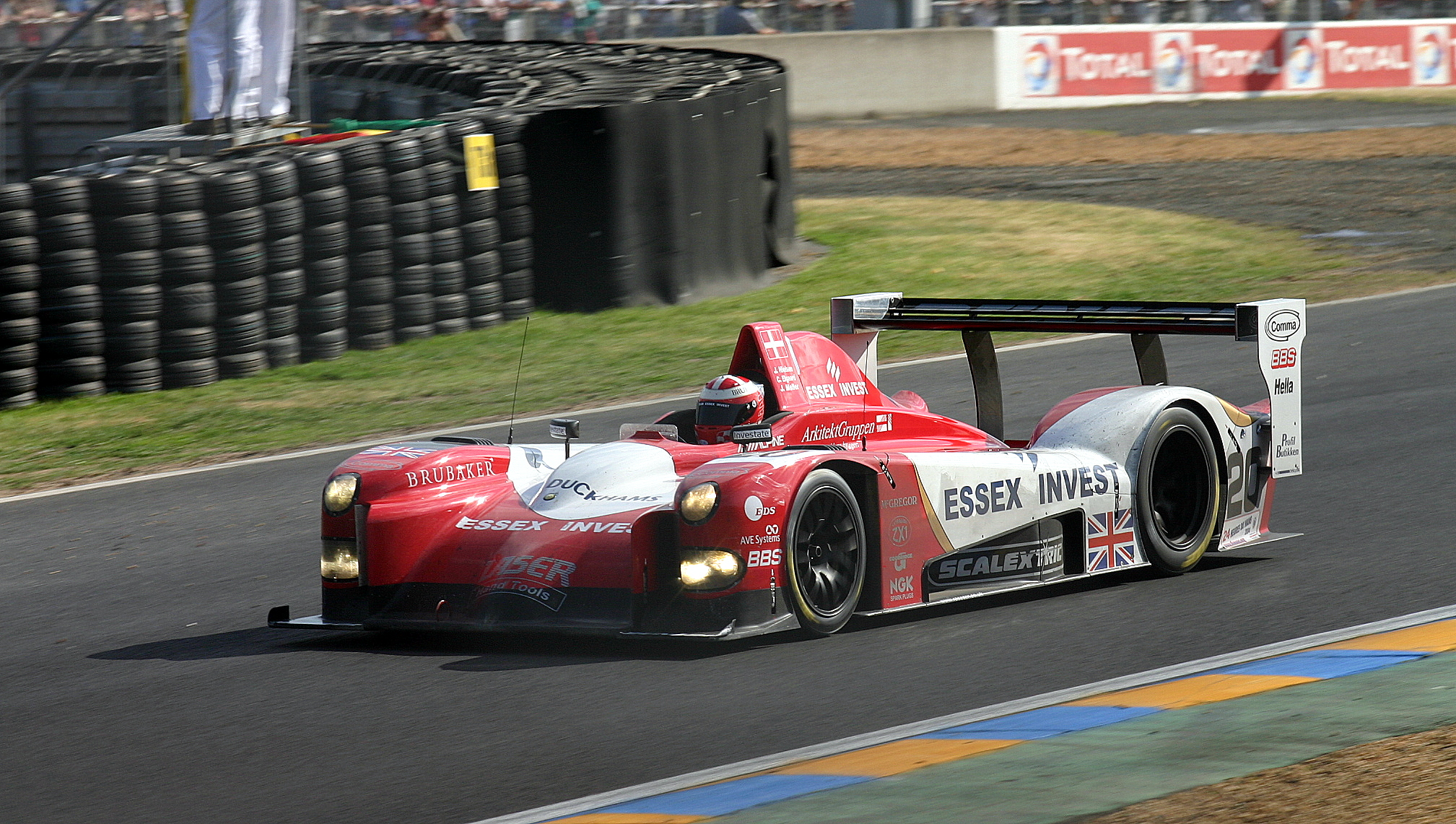
Jens Møller im Lister Storm LMP beim 24-Stunden-Rennen von Le Mans 2004

Jens Reno Møller (* 3. Januar 1971 in Ikast) ist ein dänischer Autorennfahrer.

## Karriere als Rennfahrer
Jens Møller begann seine Karriere 2002 in der dänischen Tourenwagen-Meisterschaft. Im ersten Jahr fuhr er auf einem Peugeot 306 GTi nur vier Rennen und beendete die Meisterschaft (Gesamtsieger Jason Watt auf einem Peugeot 307 Xsi) an der 20. Stelle. Møller startete viele Jahre in dieser Rennserie, wo seine besten Platzierungen im Endklassement die vierten Ränge 2008 und 2010 waren.
2004 erhielt er einen Fahrervertrag bei Lister Cars und fuhr den Lister Storm GT in der FIA-GT-Meisterschaft und den Lister Storm LMP bei Sportwagenrennen. Mit dem technisch unausgereiften Le-Mans-Prototypen ging er in der Le Mans Series und beim 24-Stunden-Rennen von Le Mans an den Start. Das beste Ergebnis mit Storm LMP war der dritte Gesamtrang beim 1000-km-Rennen von Istanbul 2006 mit den Partnern Justin Keen und Nicolas Kiesa (Sieger Jean-Christophe Boullion und Emmanuel Collard im Pescarolo C60).
Ende der Saison trat er von Rennsport zurück. 2016 kehrte er in die dänische Tourenwagen-Meisterschaft zurück und ist seit 2017 in der TCR International Series engagiert.

## Statistik

### Le-Mans-Ergebnisse
| Jahr | Team                | Fahrzeug                 | Teamkollege           | Teamkollege    | Platzierung | Ausfallgrund |
| ---- | ------------------- | ------------------------ | --------------------- | -------------- | ----------- | ------------ |
| 2004 | Lister Racing       | Lister Storm LMP         | John Nielsen          | Casper Elgaard | Rang 24     |              |
| 2006 | Lister Storm Racing | Lister Storm LMP Hybrid  | Gavin Pickering       | Nicolas Kiesa  | Ausfall     | Unfall       |
| 2023 | GMB Motorsport      | Aston Martin Vantage AMR | Gustav Dahlmann Birch | Marco Sørensen | Ausfall     | Unfall       |

### Einzelergebnisse in der FIA-Langstrecken-Weltmeisterschaft
| Saison | Team           | Rennwagen                | 1   | 2   | 3   | 4   | 5   | 6   | 7   |
| ------ | -------------- | ------------------------ | --- | --- | --- | --- | --- | --- | --- |
| 2023   | GMB Motorsport | Aston Martin Vantage AMR | SEB | POR | SPA | LEM | MON | FUJ | BAH |
| 2023   | GMB Motorsport | Aston Martin Vantage AMR | DNF |     |     |     |     |     |     |